# Vlado Nedanovski
Vlado Nedanovski, né le 22 juin 1985 à Resen, est un joueur macédonien de handball. Il évolue au poste d'ailier gauche en équipe de macédoine et au Vardar Skopje .

## Palmarès

### En clubs
sauf précision, le palmarès est acquis avec le Vardar Skopje.
Compétitions internationales
- Vainqueur de la Ligue des champions (2) : 2017, 2019
- Vainqueur de la Ligue SEHA (4) : 2014, 2017, 2018, 2019

Compétitions nationales
- Vainqueur du Championnat de Macédoine du Nord (9) : 2004, 2007, 2010, 2013, 2015, 2016, 2017, 2018, 2019
- Vainqueur de la Coupe de Macédoine  du Nord (9) : 2004, 2007, 2008, 2010,2014, 2015, 2016, 2017, 2018

### En équipe nationale
Championnats du monde
- 9e place au Championnat du monde 2015 au  Qatar